# Lisan Yu
 (octobre 2024).
Lisan Yu est océanographe et scientifique senior à la Woods Hole Oceanographic Institution. Elle siège au Comité consultatif sur les sciences de la Terre (ESAC), un nouveau comité de la NASA créé en vertu de la loi sur les comités consultatifs fédéraux (FACA).
En 2020, Yu est l'une des chercheuses de la Woods Hole Oceanographic Institution qui reçoit une subvention de 500 000 $ du programme d'observation et de surveillance du climat de la National Oceanic and Atmospheric Administration (NOAA) pour développer un cadre d'apprentissage automatique afin d'améliorer les estimations des échanges de chaleur air-mer dans l'océan Arctique. Les recherches de Yu consistent à analyser les données collectées par une flotte de Saildrones lors d'une mission dans l'Arctique en 2019.
Yu est l'autrice de plus de 100 publications universitaires, qui ont été citées plus de 7 800 fois, ce qui donne un indice h de 37. Yu est l'une des 1 371 personnes évaluatrices paires de la revue JGR-Oceans en 2021.

## Publications
- Flux de chaleur air-mer analysés objectivement pour les océans mondiaux libres de glace (1981-2005). Lisan Yu et Robert A Weller. Bulletin de la Société météorologique américaine . 2007.
- Ensembles de données sur les flux mondiaux sur plusieurs décennies issus du projet OAFlux (Objectively Analyzed Air-Sea Fluxes) : flux de chaleur latente et sensible, évaporation des océans et variables météorologiques de surface associées. Lisan Yu, Xiangze Jin et Robert A. Weller. 2008.
- Sources océaniques et terrestres des précipitations continentales. Luis Gimeno, Andreas Stohl, Ricardo M Trigo, Francina Dominguez, Kei Yoshimura, Lisan Yu, Anita Drumond, Ana María Durán‐Quesada, Raquel Nieto. Critiques de Géophysique . 2012.
- Irradiances de surface cohérentes avec les irradiances à ondes courtes et à ondes longues du sommet de l'atmosphère dérivées de CERES. Seiji Kato, Norman G Loeb, Fred G Rose, David R Doelling, David A Rutan, Thomas E Caldwell, Lisan Yu, Robert A Weller. Journal du climat . 2013.